# Liste der Junioren-Weltcuporte im Eisschnelllauf
Die Liste der Junioren-Weltcuporte im Eisschnelllauf enthält alle Veranstaltungsorte von Junioren-Weltcups im Eisschnelllauf seit der ersten Austragung in der Saison 2008/09. Die Weltcups werden von der Internationalen Eislaufunion (ISU) und dem jeweiligen Landesverband organisiert und fanden in Europa, Nordamerika und Asien statt. Bisher (Stand November 2018 der Saison 2018/19) wurden in insgesamt 21 Städten Weltcuprennen veranstaltet. Die Bahnlänge beträgt immer 400 m.

## Weltcup im Eisschnelllauf
Legende
- Ort des Weltcups: Nennt den Namen des Austragungsortes.
- Land: Nennt das Gastgeberland.
- Halle/Bahn: Nennt die Eissporthalle oder die Freiluftbahn, wo der Wettbewerb stattgefunden hat.
- Bahn: Gibt an ob es sich um eine Halle oder Freiluftbahn handelt.
- Höhe: Nennt die Höhe.
- Eröffnet/Geschlossen: Nennt wann die Halle oder Freiluftbahn eröffnet und ob sie geschlossen ist.
- Saison: Nennt die Saison, in dem der Weltcup ausgetragen wurde und verlinkt auf das Saisonjahr, in dem er stattgefunden hat.
- Anz.: Nennt die Anzahl der am jeweiligen Ort ausgetragenen Weltcups
- Bild: Bild der Halle

| Ort des Weltcups | Land                | Halle/Bahn                                                  | Bahn           | Höhe   | Eröffnet/Geschlossen | Saison                                               | Anz. | Bild |
| ---------------- | ------------------- | ----------------------------------------------------------- | -------------- | ------ | -------------------- | ---------------------------------------------------- | ---- | ---- |
| Asker            | Norwegen            | Risenga                                                     | Freiluft       | 106 m  | 1992                 | 2008/09                                              | 1    |      |
| Astana           | Kasachstan          | Eispalast Alau                                              | Halle          | 348 m  | 2011                 | 2011/12                                              | 1    |      |
| Baselga di Pinè  | Italien             | Ice Rink Piné                                               | Freiluft       | 998 m  | 1985                 | 2009/10, 2010/11, 2012/13, 2015/16                   | 4    |      |
| Berlin           | Deutschland         | Eisschnelllaufhalle Berlin-Hohenschönhausen                 | Halle          | 34 m   | 1985                 | 2009/10, 2015/16                                     | 2    |      |
| Bjugn            | Norwegen            | FosenHallen                                                 | Halle          | 8 m    | 14.09.2007           | 2011/12, 2013/14                                     | 2    |      |
| Calgary          | Kanada              | Olympic Oval                                                | Halle          | 1105 m | 1. Juli 1987         | 2009/10–2012/13, 2014/15                             | 5    |      |
| Changchun        | Volksrepublik China | Jilin Provincial Speed Skating Rink                         | Halle          | 210 m  | Dez. 2005            | 2012/13, 2014/15, 2015/16                            | 3    |      |
| Erfurt           | Deutschland         | Gunda-Niemann-Stirnemann-Halle                              | Halle          | 214 m  | 5. Nov. 2001         | 2011/12, 2016/17                                     | 2    |      |
| Groningen        | Niederlande         | IJsstadion Stadspark Groningen                              | Halle          |        | 1993                 | 2008/09–2010/11, 2015/16                             | 4    |      |
| Harbin           | Volksrepublik China | Heilongjiang Indoor Rink                                    | Halle          | 141 m  | 18. Nov. 1995        | 2009/10                                              | 1    |      |
| Innsbruck        | Österreich          | Olympia Eisstadion Innsbruck                                | Freiluft       | 586 m  | 1963                 | 2013/14, 2017/18                                     | 2    |      |
| Inzell           | Deutschland         | Ludwig-Schwabl-Stadion (1995–2011) Max Aicher Arena (2011-) | Freiluft/Halle | 691 m  | 11. Dez. 1965        | 2008/09, 2012/13, 2017/18                            | 3    |      |
| Klobenstein      | Italien             | Ritten Arena                                                | Freiluft       | 1173 m | 1989                 | 2008/09, 2009/10, 2011/12, 2012/13, 2014/15, 2016/17 | 6    |      |
| Milwaukee        | Vereinigte Staaten  | Pettit National Ice Center                                  | Halle          | 216 m  | 1993                 | 2010/11                                              | 1    |      |
| Minsk            | Belarus             | Minsk-Arena                                                 | Halle          | 209 m  | 01.2010              | 2012/13, 2013/14, 16/17                              | 3    |      |
| Obihiro-Nemuro   | Japan               | Meiji Hokkaido-Tokachi Oval                                 | Halle          | 79 m   | Sept. 2009           | 2011/12                                              | 1    |      |
| Roseville        | Vereinigte Staaten  | Guidant John Rose Minnesota Oval                            | Freiluft       | 276 m  | 1993                 | 2012/13                                              | 1    |      |
| Salt Lake City   | Vereinigte Staaten  | Utah Olympic Oval                                           | Halle          | 1423 m | Jan. 2000            | 2017/18                                              | 1    |      |
| Tomakomai        | Japan               | Tomakomai Highland Sport Center                             | Freiluft       | 25 m   | 12.1967              | 2010/11, 2013/2014                                   | 2    |      |
| Warschau         | Polen               | Tor Stegny                                                  | Freiluft       | 82 m   | 1979                 | 2014/15                                              | 1    |      |
| Zakopane         | Polen               | Tor Cos new Zakopane                                        | Freiluft       | 932 m  | 2008                 | 2010/11, 2013/14                                     | 2    |      |

## Statistik
Bisher hat Deutschland mit drei Stadien die meisten Austragungsorte, Italien ist bisher das Land mit den meisten Austragungen. Die meisten Weltcupaustragungsorte wurden auf Hallenbahnen mit Kunsteisbahnen ausgetragen und die anderen auf Freiluftbahnen.

### Austragungsorte
- Platz: Gibt die Reihenfolge der Nation wieder.
- Nation: Nennt die Nation.
- Einstieg im Weltcupjahr: Nennt das Jahr, in dem die Nation erstmals am Weltcup teilnahm.
- Anzahl der Austragungsorte: Nennt die Anzahl der Austragungsorte im Weltcup.

| Platz | Nation              | Einstieg im Weltcupjahr | Anzahl |
| ----- | ------------------- | ----------------------- | ------ |
| 01.   | Deutschland         | 2008/09                 | 03     |
| 01.   | Vereinigte Staaten  | 2010/11                 | 03     |
| 03.   | Norwegen            | 2008/09                 | 02     |
| 03.   | Italien             | 2008/09                 | 02     |
| 03.   | Volksrepublik China | 2009/10                 | 02     |
| 03.   | Japan               | 2010/11                 | 02     |

| Platz | Nation      | Einstieg im Weltcupjahr | Anzahl |
| ----- | ----------- | ----------------------- | ------ |
| 03.   | Polen       | 2010/11                 | 02     |
| 08.   | Niederlande | 2008/09                 | 01     |
| 08.   | Kanada      | 2009/10                 | 01     |
| 08.   | Kasachstan  | 2011/12                 | 01     |
| 08.   | Belarus     | 2012/13                 | 01     |
| 08.   | Österreich  | 2013/14                 | 01     |

### Weltcups pro Nation
- Platz: Gibt die Reihenfolge der Nation an.
- Ort: Nennt die Nation.
- Anzahl: Nennt die Anzahl der Weltcups pro Nation.

| Platz | Nation              | Anzahl |
| ----- | ------------------- | ------ |
| 01.   | Italien             | 10     |
| 02.   | Deutschland         | 7      |
| 03.   | Kanada              | 5      |
| 04.   | Niederlande         | 4      |
| 05.   | Volksrepublik China | 4      |
| 06.   | Japan               | 3      |

| Platz | Nation             | Anzahl |
| ----- | ------------------ | ------ |
| 06.   | Norwegen           | 3      |
| 06.   | Polen              | 3      |
| 06.   | Belarus            | 3      |
| 06.   | Vereinigte Staaten | 3      |
| 011.  | Österreich         | 2      |
| 012.  | Kasachstan         | 1      |